# 费尔德巴赫附近埃德尔斯巴赫
费尔德巴赫附近埃德尔斯巴赫是奥地利施蒂利亚州费尔德巴赫县的一个市镇。总面积16.05平方公里，总人口1370人，人口密度85.4人/平方公里（2001年）。